# 1. općinska nogometna liga Koprivnica 1986./87.
"1. općinska nogometna liga Koprivnica" za sezonu 1986./87. To je bila liga šestog stupnja nogometnog prvenstva SFRJ. 
 
Sudjelovalo je 10 klubova, a prvak je bila "Omladinac-Sloga" iz Herešina.  

## Ljestvica
| mj. | klub                        | ut. | pob. | ner. | por. | gol+ | gol- | bod |
| --- | --------------------------- | --- | ---- | ---- | ---- | ---- | ---- | --- |
| 1.  | Omladinac-Sloga Herešin     | 18  | 12   | 4    | 2    | 50   | 16   | 28  |
| 2.  | Jedinstvo Pustakovec        | 18  | 11   | 6    | 1    | 37   | 16   | 28  |
| 3.  | Jedinstvo Rasinja           | 18  | 9    | 4    | 5    | 29   | 20   | 22  |
| 4.  | Mladost Koprivnički Bregi   | 18  | 9    | 3    | 6    | 32   | 40   | 21  |
| 5.  | Sabarija Subotica Podravska | 18  | 7    | 4    | 7    | 36   | 30   | 18  |
| 6.  | Udarnik Zablatje            | 18  | 7    | 2    | 9    | 35   | 27   | 16  |
| 7.  | Galeb Koledinec             | 18  | 7    | 2    | 9    | 41   | 44   | 16  |
| 8.  | Jadran Kuzminec             | 18  | 7    | 0    | 11   | 29   | 40   | 14  |
| 9.  | Rudar Glogovac              | 18  | 3    | 6    | 9    | 24   | 40   | 12  |
| 10. | Miklinovec Koprivnica       | 18  | 2    | 1    | 15   | 12   | 52   | 5   |

- "Omladinac-Sloga" prvak zbog bolje gol-razlike

## Rezultatska križaljka
| kratica | klub                        | GAL | JAD | JEDP | JEDR | MIK | MLA | OMLS | RUD | SAB | UDA |
| --- | --------------------------- | --- | --- | ---- | ---- | --- | --- | ---- | --- | --- | --- |
| GAL | Galeb Koledinec             |     |     |      |      |     |     |      |     |     |     |
| JAD | Jadran Kuzminec             |     |     |      |      |     |     |      |     |     |     |
| JEDP | Jedinstvo Pustakovec        |     |     |      |      |     |     |      |     |     |     |
| JEDR | Jedinstvo Rasinja           |     |     |      |      |     |     |      |     |     |     |
| MIK | Miklinovec Koprivnica       |     |     |      |      |     |     |      |     |     |     |
| MLA | Mladost Koprivnički Bregi   |     |     |      |      |     |     |      |     |     |     |
| OMLS | Omladinac-Sloga Herešin     |     |     |      |      |     |     |      |     |     |     |
| RUD | Rudar Glogovac              |     |     |      |      |     |     |      |     |     |     |
| SAB | Sabarija Subotica Podravska |     |     |      |      |     |     |      |     |     |     |
| UDA | Udarnik Zablatje            |     |     |      |      |     |     |      |     |     |     |
| |                             |     |     |      |      |     |     |      |     |     |     |
| podebljan rezultat - utakmice od 1. do 9. kola (1. utakmica između klubova) rezultat normalne debljine - utakmice od 10. do 18. kola (2. utakmica između klubova) rezultat nakošen - nije vidljiv redoslijed odigravanja međusobnih utakmica iz dostupnih izvora rezultat smanjen * - iz dostupnih izvora nije uočljiv domaćin susreta prekrižen rezultat - poništena ili brisana utakmica p - utakmica prekinuta 3:0 p.f. / 0:3 p.f. - rezultat 3:0 bez borbe n.i. - nije igrano |                             |     |     |      |      |     |     |      |     |     |     |

 Izvori:

## Unutrašnje poveznice
- 2. općinska liga Koprivnica 1986./87.
- Međuopćinska nogometna Koprivnica 1986./87.